# Банда мангустов
«Банда мангустов» (англ. Mongoose Gang) — гренадская военизированная группировка криминально-политического характера. Была создана Эриком Гейри для расправы над политическими противниками. Подавляла оппозицию террористическими методами «эскадронов смерти». Запрещена после прихода к власти Нового движения ДЖУЭЛ в 1979. Участвовала в его свержении в 1983. В современной Гренаде считается восстановленной на иных организационно-политических основах.

## Создание и название
В 1967 году к власти в Гренаде (тогда — «ассоциированном с Великобританией государстве») пришла Объединённая лейбористская партия Эрика Гейри. На острове установился диктаторский режим гейризма. Для укрепления своей власти Гейри создал вооружённые формирования типа «эскадронов смерти», получившие название Банда мангустов. Формальной датой основания считается 21 мая 1970 года — день введения правительством Гейри режима чрезвычайного положения.
Название было дано по аналогии со специальными командами, занимавшимися истреблением мангустов в 1950-х годах — непомерно расплодившиеся животные считались вредными хищниками. Тем самым подчёркивалась функция группировки — «чистка» общества, уничтожение «вредителей». Несмотря на некоторую нелогичность — самоассоциирование с объектами уничтожения — оба раза название прижилось.

## Эскадроны Гейри
Боевики «Банды мангустов» нападали на противников Гейри, разгоняли антиправительственные демонстрации, избивали и убивали оппозиционеров. Они активно участвовали в побоищах 18 ноября 1973 (Bloody Sunday — Кровавое воскресенье) и 21 января 1974 (Bloody Monday — Кровавый понедельник) — разгонах активистов Нового движения ДЖУЭЛ. В первом случае был жестоко избит Морис Бишоп, во втором убит его отец Руперт Бишоп. После этих событий в гренадском политическом фольклоре появились строки:

Bloody Sunday we shall never forget,

When dem rabid mongoose got out their net…

(Мы никогда не забудем Кровавое воскресенье,

Когда бешеные мангусты раскинули свою сеть…)

Особую активность «Банда мангустов» развила в 1974—1979 — в первые годы независимости Гренады при правлении Гейри. Рекрутировались члены группировки преимущественно в люмпенской и криминальной среде. Наиболее известные активисты «Банды мангустов» были преступниками-рецидивистами, иногда с десятками судимостей за кражи, хулиганство, побои, порчу имущества, нападения на полицию. Последнее обстоятельство не мешало боевикам-«мангустам» сотрудничать с гренадской полицией в подавлении оппозиции.
Никакого законодательного регулирования не предусматривалось. Формирование функционировало как «личная гвардия» Эрика Гейри и подчинялось только ему. Оперативное командование осуществлял Мослин Бишоп (однофамилец Руперта и Мориса Бишопов), по профессии водитель такси. До вступления в «Банду мангустов» он имел 28 судимостей за кражи, нападения на полицию, нанесения телесных повреждений, носил уголовные клички Прэм и Епископ Джозеф (англ. Bishop — епископ). Помощником Мослина Бишопа был его брат Вилли (19 судимостей за нападения на полицию и кражи со взломом).
Группировка не акцентировала какой-либо идеологической ориентации. Основными принципами «Банды мангустов» являлись личная преданность Эрику Гейри и ставка на политическое насилие. Однако характер режима позволяет условно квалифицировать «Банду мангустов» как ультраправое антикоммунистическое формирование. Расхожим было сравнение «Банды мангустов» с гаитянскими тонтон-макутами.

## В политических переменах
13 марта 1979 режим Гейри был свергнут, к власти пришла леворадикальная партия Новое движение ДЖУЭЛ во главе с Морисом Бишопом. Мослин и Вилли Бишопы были арестованы в тот же день, «Банда мангустов» распущена и запрещена.
В октябре 1983 правительство НД ДЖУЭЛ было свергнуто американской интервенцией. По некоторым данным, вышедшие на волю члены «Банды мангустов» помогали американским войскам. Однако Эрик Гейри не смог вернуться к власти и прежняя активность его боевиков уже не возобновилась.

## Возрождение и опасность
В 2010-х годах гренадские политические эксперты стали отмечать возрождение «Банды мангустов» — на этот раз как тайного антиправительственного альянса ультралевых и ультраправых радикалов.

Новая Банда мангустов гораздо сильнее, чем та, что была у сэра Эрика. Она контролирует исполнительную, законодательную, судебную систему, полицию, СМИ, церковь, профсоюзы, неправительственные организации. Но есть в ней и слабое звено: крайне левые и крайне правые не могут объединиться ради общей цели…

Эта группировка способна очень сильно осложнить жизнь доктору Митчеллу… Цель новой Банды мангустов — покончить с демократией и установить свою власть на десятилетия вперёд. Она не имеет никакого видения будущего Гренады, кроме захвата власти и богатства. Мы должны встать на защиту наших прав.

## За пределами Гренады
В 2000—2010-е годы понятие Mongoose Gang распространилось с Гренады на другие восточнокарибские острова. На Тринидаде и Тобаго так называют специальные полицейские формирования, практикующие жёсткие методы подавления преступности. На Антигуа и Барбуде лейбористская оппозиция обвиняла правительство Болдуина Спенсера в создании «банды мангустов» для терроризирования политических оппонентов.